# Saft El Hinna
Saft El Hinna ali Saft El Henna (egipčansko Hut-nebes/Iat-nebes) je vas in arheološko najdišče v egiptovskem governoratu Al Sharqia v delti Nila približno 7 km jugovzhodno od Zagaziga.
Sodobna vas stoji na staroegipčanskem mestu Per-Sopdu ali Pi-Sopt, kar pomeni »Sopdujeva hiša«.  Per-Sopdu je bil glavno mesto 20. noma Spodnjega Egipta in eno od  najpomebnejših kultnih središč  v poznem obdobju Starega Egipta.  Njegovo ime kaže, da je bilo mesto posvečeno Sopduju, bogu vzhodnih regij Starega Egipta.
V poznem tretjem vmesnem obdobju Egipta so novoasirski osvajalci  Per-Sopdu preimenovali v Pishaptu ali Pisapti in ga izbrali za sedež enega od štirih Velikih poglavarstev Mešveša. Drugi trije sedeži so bili Mendes, Sebenit in Busiris.

## Izkopavanja
Decembra 1884 je švicarski arheolog Édouard Naville v imenu Egiptovske raziskovalne fundacije opravil raziskavo v Vadi Tumilatu. V vasi Saft El Hinna (Vas pridelovalcev hene) je pod sodobnimi zgradbami odkril sledove starodavnega mesta. Bil je prepričan, da je odkril Fakuzo iz svetopisemske dežele Gošen. Danes velja, da leži Fakuza pod sodobnim egiptovskim mestom  Fakus. Naville je kljub temu, da sta najdišče ogrožala širitev mesta in obdelovalnih površin, odkril več spomenikov faraona Nektaneba I. iz Tridesete dinastije,  perimeter obzidja templja in druge artefakte  iz ptolemajskega in rimskega obdobja. Na žalost ni nikoli objavil izčrpnega poročila o izsledkih svojih raziskav.
Med Navillovimi najdbami iz obdobja Nektaneba I. je bil naos (tempelj), posvečen bogu Sopduju. Kasneje se je izkazalo, da je naos eden od štirih v Nilovi delti. Odkrili so tudi druge tri templje. Dele templja z imenom  Naos desetletij,  posvečenega Šuju, so odkrili v Abukirju, tempelj, posvečen boginji Tefnut, ki je v zelo slabem stanju, pa v Arišu.  Vse, razen zadnjega, ki je slabo ohranjen, je mogoče pripisati Nektanebu I.
Leta 1906 je v Saft El Hino prišel Flinders Petrie z nalogo, da odkrije morebitne sledove prisotnosti Judov v Egiptu. Petrie je hitro ugotovil, da je najdišče v še slabšem stanju kot  med Navillovim obiskom, zato se je odločil, da bo raziskal dve bližnji  nedotaknjeni  površini Kafr Šejk Zikr in Suva, za kateri se je izkazalo, da sta starodavni nekropoli. Podobno kot Naville tudi Petrie nikoli ni objavil poročila o izkopavanjih.
Saft El Hinna je bila kasneje vključena dve površinski raziskavi. Projekt Vadi Tumilat se je začel leta 1977, projekt Liverpoolske univerze pa leta 1983-1985. Slednjo je vodil Steven Snape, ki je ugotovil, da od ostankov, ki jih je opisal Naville, ni ostalo skoraj nič.
S kombiniranjem arheoloških in filoloških dokazov je zdaj znano, da je bilo sveto področje Per-Sopdu razdeljeno na dva dela, imenovana Hut-nebes in Iat-nebes, ki sta bila povezana s cesto.<ref>Tiribilli 2012, str. 135–136.</ref)